# 東部線マーヘク支線
東部線マーヘク支線（とうぶせんマーヘクしせん、ドイツ語: Marchegger Ostbahn）とは、オーストリア連邦鉄道の鉄道線のひとつである。路線番号は910。オーストリアの首都ヴィーンと、スロヴァキアの首都ブラチスラヴァを、最短経路で結ぶ路線である。なお本頁では、同一の運転系統となっているウィーン・ペンツィング - ウィーン・マイドリング線の運行形態も記している。

## 歴史

### ハンガリー中央鉄道および国有鉄道会社
皇帝フェルディナント北部鉄道（k.k. privilegierte Kaiser Ferdinands-Nordbahn, KFNB）はハンガリー中央鉄道（Ungarische Central-Eisenbahn, UCB）とウィーンとプレスブルクの間の鉄道連結に関する契約を既に締結した。1848年8月20日にマルヒエック - プレスブルク区間が完工されて、その時からプレスブルク - ヴァーツ区間が残った。最初の列車は開通当日ウィーン出発、マルヒエック経由でプレスブルクへ向かい、ビハール蒸気機関車により牽引された。中央鉄道が南東帝国鉄道（k.k. Südostliche Staatsbahn）に引き受けられたのちに、1850年12月にプレスブルク - ブダペスト区間が完成された。1855年1月1日に南東帝国鉄道の路線は帝国特認オーストリア＝ハンガリー国有鉄道会社に売却された。
国有鉄道会社は1866年12月にウィーン東駅 - シュタドラウ区間およびシュタドラウ - マルヒエック区間の鉄道建設許可を獲得して、シュタドラウ - マルヒエック区間は1870年11月24日に開業された。
1883年以来この路線では数十年間オリエント特急列車が通行した。1891年にハンガリー国境の東側区間はハンガリー国鉄の所有となった。
1918年チェコスロバキア共和国が樹立されて、現在のブラチスラヴァ市内区間はチェコスロバキア国営鉄道に属することとなった。

### ÖBB持ち主会社グループ
2016年9月28日に改修の起工式がオーストリア交通革新技術相、スロバキア交通相、ÖBBグループの代表取締役などの参関で開催された。カール大公街駅 - アスペルン北駅区間は複線線路で改修されて、電車線はハウスフェルト街駅とアスペルン北駅の間に設備された。その部分的な改修工事は2018年11月30日に完了した。2020年3月末にラースドルフ駅で交通弱者向けの施設工事が完了した。2022年12月にアスペルン北駅 - マルヒエック間の電力設備工事が完了して、定期時刻表変更時、マルヒエック行きのR81系統列車は4746形電車に置き換えられた。

## 運行形態[10]
特急については、901号線の項目を参照。地域運送の場合、ウィーン - マルヒエック区間の運賃システムは東部地域運輸連合（Verkehrsverbund Ost-Region, VOR）により適用される。ブラチスラヴァ市内区間の運賃はブラチスラヴァ広域統合運輸システム（Integrovaný dopravný systém v Bratislavskom kraji, IDS BK）により管理されている。

### 寝台特急「ユーロナイト(EN)」
- スプリト - ウィーン - ブラチスラヴァ　【夏季の週3日運行】
夏季限定で、週3往復の運行。ウィーン本駅 - ブラチスラヴァ間ノンストップ。ただし、2024年度は運行していない。
2021年に、週2往復の運行を開始した。2021年度は、マーヘク[13]またはデヴィーンスカー・ノヴァー・ヴェス[14]の一方に停車していた[15]。2022年度に両駅とも通過となった[16]。2023年度より、週3往復に増発された。

### 特別快速「レギオナルエクスプレス(REX)」
- REX8系統：　ヴィーン - ブラチスラヴァ
1時間に1本の運行。ただし、2024年3月から12月まで、ヴィーン - マーヘク間でのみの運行となっている。
過去の運行形態
2018年以前は、シェンフェルトを通過していた他、ジーベンブルン停車の列車も設定されていた。1往復のみ、スロバキア国鉄120号線に直通し、コシツェまで運行していた。
2018年末に、コシツェへの乗り入れを休止した（ウィーン - コシツェの連絡は、700号線経由の特急が代替）。
2019年末に、シェンフェルト・ジーベンブルン全列車停車となった。
2024年3月から2月まで、マーヘク以東で運休している[17]。

### 快速「レギオナルツーク(R)」
下記2系統に分かれる。
- R81系統：　ヴィーン本駅 - マーヘク
1時間に1本の運行。
過去の運行形態
2018年以前は、全区間各駅に停車していた。また、ラースドルフ以西は1時間に1本運行していた。
2018年末に、全区間2時間に1本の運行となった。また平日のみハイデ通り、プラターカイ、カール大帝通り、ヒアシュテッテン通過となった。
2019年末に、平日・休日とも、ハイデ通り・プラターカイ通過、カール大帝通り・ヒアシュテッテン停車に統一された。
2024年度より、1時間に1本の運行となった。

- 過去の運行系統

### 普通「Sバーン(S80)」
- ヒュッテルドルフ - ヴィーン本駅 - アシュパーン北
毎時2本の運行。
過去の運行形態
かつてはヒアシュテッテン以西のみの運行で、本数は全線で毎時1本であった。また、朝と夕方のみ、110号線のウンター・プアカースドルフまで直通していた。
2017年夏以降、カール大帝通りまで運行区間が短縮された。
2018年末に、アシュパーン北への乗り入れを再開した。ヴィーン本駅 - アシュパーン北間のみ、平日毎時2本、休日毎時1.5本に増発された。
2019年末に、平日・休日とも、ヒュッテルドルフ - アシュパーン北間で毎時2本の運行となった。110号線への乗り入れは中止された。
2020年末に、ウィーン本駅以西を含む全区間で毎時2本の運行となった。

## 駅一覧
以下では、オーストリア国鉄910号線の駅と営業キロ、停車列車、接続路線などを一覧表で示す。なお停車駅は、オーストリアの鉄道時刻表に従う。なお、2024年3月から12月まで、マーヘク - デヴィンスカー・ノヴァー・ヴェス間は運休中である。
- 種別
  - EN：寝台特急「ユーロナイト」
  - RL：超特急「レイルジェット」
  - EC：特急「ユーロシティ」
  - RG：特急「レギオジェット」
  - REX：特別快速「レギオナルエクスプレス」
  - R：快速「レギオナルツーク」
  - S：普通「Sバーン」
- 停車駅
  - ■印：全列車停車
  - ●印：一部通過
  - ○印：一部停車
  - ｜印：全列車通過

| 路線名 | 駅名                                                 | 駅間営業キロ | 累計営業キロ     | 累計営業キロ               | EN | RJ | EC | RG | REX | R  | S | 接続路線 | 所在地                   | 所在地             |
| ------ | ---------------------------------------------------- | ------------ | ---------------- | -------------------------- | -- | -- | -- | -- | --- | -- | - | --- | ------------------------ | ------------------ |
| 910    | ヒュッテルドルフ駅                                   | -            | 旧東駅から -11.6 |                            |    |    |    |    |     | ■  | ■ | 110号線（ザンクトペルテン方面、ウィーン西駅方面） 111号線（ザルツブルク方面）、945号線（ハンデルスカイ方面） ウィーン地下鉄4号線（ウィーン中駅/ハイリゲンシュタット方面）          | ウィーン市               | ペンツィンク区     |
| 910    | シュパイジンク駅(*1)                                 | 4.0          | -7.6             |                            |    |    |    |    |     | ■  | ■ | | ウィーン市               | ヒーツィンク区     |
| 910    | ウィーン・マイドリング駅                             | 4.1          | -3.5             |                            | ■  | ■  | ■  | ■  |     | ■  | ■ | 111号線（ブレゲンツ方面） 510号線（パイヤーバッハ方面）、511号線（ショプロン方面） 515号線（アイヒェン通り方面/バーデン方面） ウィーン地下鉄6号線（西駅方面/ジーベンヒアテン方面） | ウィーン市               | マイドリング区     |
| 910    | マッツラインスドルフ広場駅 (*5)                      | 1.7          | -1.8             |                            | ｜ | ｜ | ｜ | ｜ |     | ■  | ■ | 515号線（オペラ座方面/アイヒェン通り方面） | ウィーン市               | マルガレーテン区   |
| 910    | ウィーン中央駅                                       | 1.7          | -0.1             |                            | ■  | ■  | ■  | ■  | ■   | ■  | ■ | 700号線（ブルック方面） 900号線（ホラブルン/ゲンザーンドルフ方面） ウィーン地下鉄1号線（ロイマンプラッツ方面、レオポルダウ方面）                                                   | ウィーン市               | ファーフォリテン区 |
| 910    | ジンメリンク駅                                       | 3.5          | 3.4              |                            | ｜ | ｜ | ｜ | ｜ | ■   | ■  | ■ | ウィーン地下鉄3号線（オッタクリンク方面） | ウィーン市               | ジンメリンク区     |
| 910    | ハイデ通り駅                                         | 1.6          | 5.0              |                            | ｜ | ｜ | ｜ | ｜ | ｜  | ｜ | ■ | | ウィーン市               | ジンメリンク区     |
| 910    | プラターカイ駅                                       | 2.5          | 7.5              |                            | ｜ | ｜ | ｜ | ｜ | ｜  | ｜ | ■ | | ウィーン市               | ドナウシュタット区 |
| 910    | シュタドラウ駅                                       | 2.5          | 10.0             |                            | ｜ | ｜ | ｜ | ｜ | ■   | ■  | ■ | ウィーン地下鉄2号線（博物館地区方面、アシュパーン通り方面） | ウィーン市               | ドナウシュタット区 |
| 910    | カール大帝通り駅                                     | 1.3          | 11.3             | シュタドラウ貨物駅から 0.7 | ｜ | ｜ | ｜ | ｜ | ｜  | ■  | ■ | 901号線(*2)（プラハ/ワルシャワ方面） | ウィーン市               | ドナウシュタット区 |
| 910    | ヒアシュテッテン駅                                   | 1.2          | 12.5             | 1.9                        |    |    |    |    | ｜  | ■  | ■ | | ウィーン市               | ドナウシュタット区 |
| 910    | アシュパーン北駅(*4)                                 | 2.6          | 15.1             | 4.5                        |    |    |    |    | ■   | ■  | ■ | ウィーン地下鉄2号線（アシュパーン通り方面、ゼーシュタット方面） | ウィーン市               | ドナウシュタット区 |
| 910    | ラースドルフ駅                                       | 5.8          | 20.9             | 10.3                       |    |    |    |    | ○   | ■  |   | | ニーダーエスターライヒ州 | ゲンザーンドルフ郡 |
| 910    | グリンツェンドルフ駅                                 | 4.3          | 25.2             | 14.6                       |    |    |    |    | ○   | ■  |   | | ニーダーエスターライヒ州 | ゲンザーンドルフ郡 |
| 910    | ジーベンブルン・レオポルヅドルフ駅                   | 4.9          | 30.1             | 19.5                       |    |    |    |    | ■   | ■  |   | | ニーダーエスターライヒ州 | ゲンザーンドルフ郡 |
| 910    | ウンタージーベンブルン駅                             | 3.2          | 33.3             | 22.7                       |    |    |    |    | ○   | ■  |   | | ニーダーエスターライヒ州 | ゲンザーンドルフ郡 |
| 910    | シェンフェルト・ラッセー駅                           | 4.4          | 37.7             | 27.1                       |    |    |    |    | ■   | ■  |   | | ニーダーエスターライヒ州 | ゲンザーンドルフ郡 |
| 910    | ブライテンゼー駅                                     | 5.4          | 43.1             | 32.5                       |    |    |    |    | ○   | ■  |   | | ニーダーエスターライヒ州 | ゲンザーンドルフ郡 |
| 910    | マーヘク駅                                           | 3.1          | 46.2             | 35.6                       |    |    |    |    | ■   | ■  |   | 901号線（ゲンザーンドルフ方面） | ニーダーエスターライヒ州 | ゲンザーンドルフ郡 |
| 910    | デヴィーンスカー・ノヴァー・ヴェス駅                 | 5.9          | 52.1             | 41.5                       |    |    |    |    |     |    |   | スロバキア国鉄110号線（プラハ方面） | ブラチスラヴァ県         | 4区                |
| 110    | ブラチスラヴァ・ラマチ駅(*3)                         |              | 59.8             | 49.2                       |    |    |    |    |     |    |   | | ブラチスラヴァ県         | 4区                |
| 110    | ブラチスラヴァ・ジェレズナー・ストゥディエンカ駅(*3) |              | 61.8             | 51.2                       |    |    |    |    |     |    |   | | ブラチスラヴァ県         | 4区                |
| 110    | ブラチスラヴァ本駅                                   | 12.9         | 65.0             | 54.4                       |    |    |    |    |     |    |   | スロバキア国鉄 120号線（ジリナ方面） 130号線（ザームキ方面）、131号線（コマールノ方面）                                                                                            | ブラチスラヴァ県         | 1区                |

(*1) ヴィーン西駅方面への短絡線が分岐する。シュパイジンク - ペンツィンク間は3.6km。

(*2) 優等列車は全て901号線経由でチェコ方面に直通する。なお、カール大帝通り-ズューセンブルン間は6.9km。

(*3) スロバキア国鉄110号線の列車のみ停車する。詳細はスロバキア国鉄110号線のページを参照。

(*4) かつては現在地より1.4km西に位置し、ハウスフェルト通り駅を名乗っていたが、2018年10月に駅移転の上改称された。

(*5) 2021年3月27日 - 2022年4月19日の間、工事のため駅の使用を停止し、全列車が通過していた。

## その他
ヒアシュテッテン-ブライテンゼー間は直線区間であり、前後の部分と合わせて30kmを越える直線区間となっている。これは、日本最長の直線区間（室蘭本線　白老-沼ノ端間）の28.7kmより長く、オーストリアでも最長クラスの長さである。